# SNCF TGV 이리스
SNCF TGV 이리스(프랑스어: SNCF TGV Iris)는 SNCF의 고속열차로 TGV를 운영하고 있다. 설계 초기부터 SNCF TGV 레조 차량으로 설계되었다. 2006년에 알스톰에 의해 개조되었다. 이리스는 프랑스어로 홍채를 의미한다.

## 사진

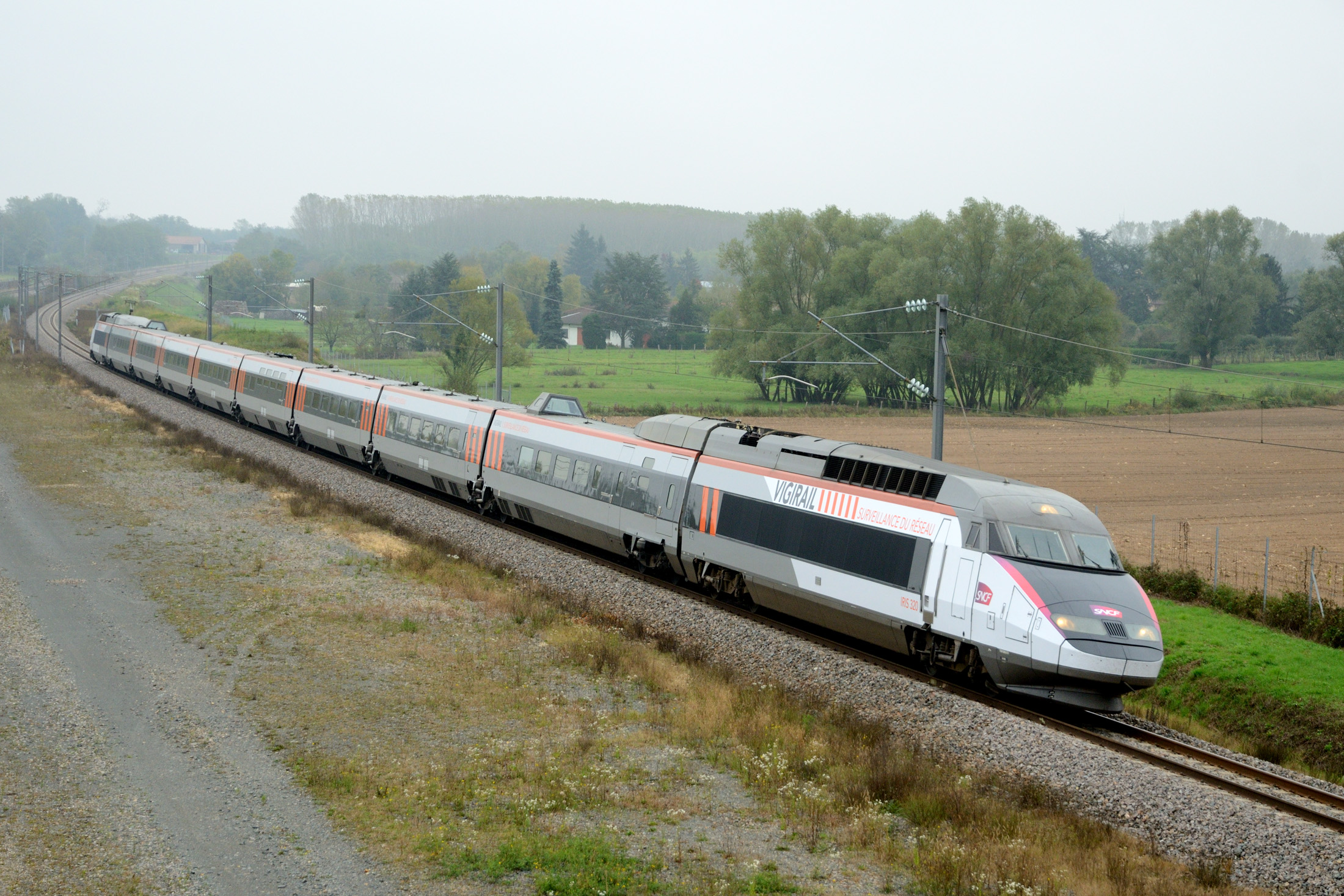
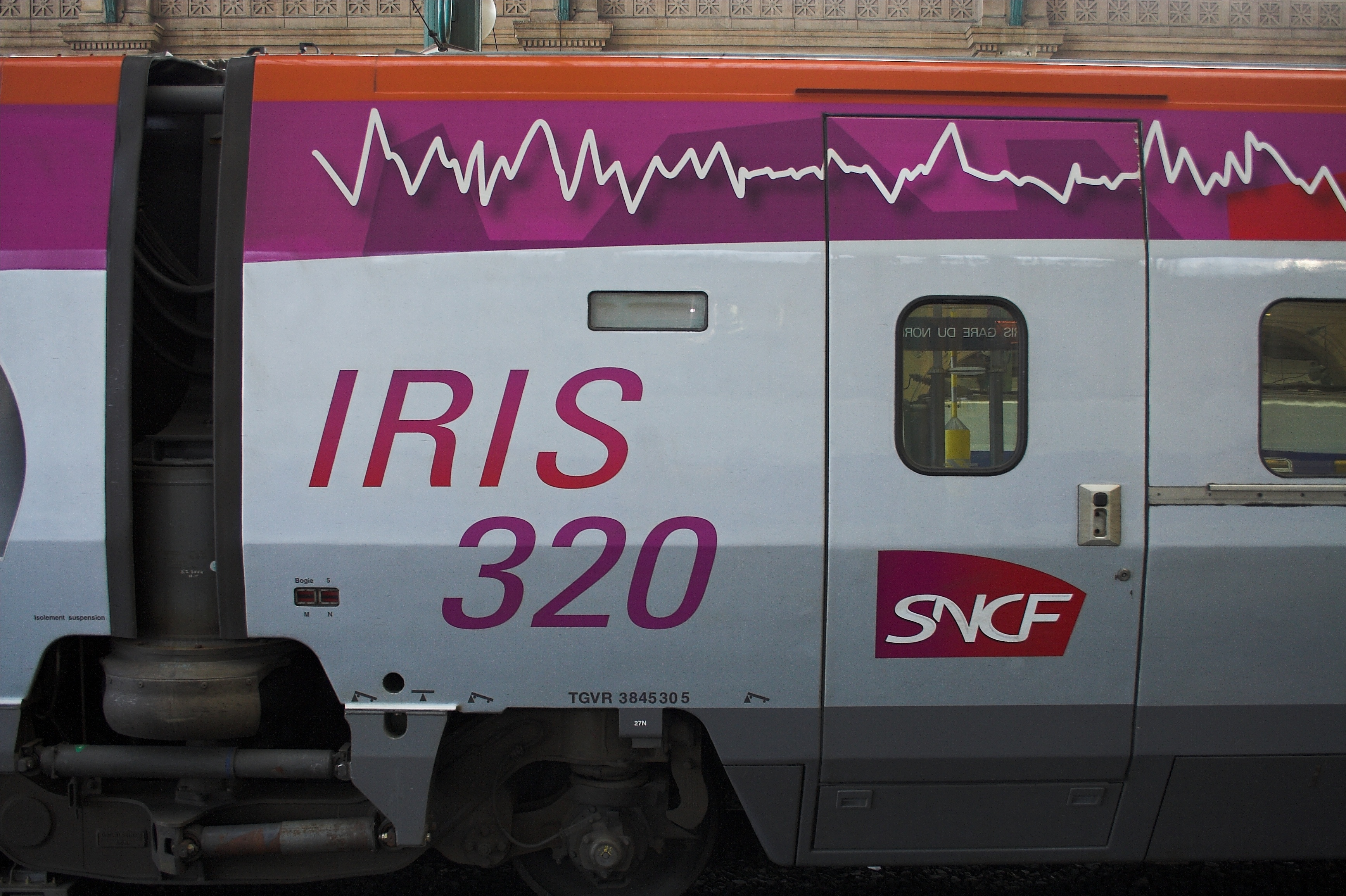
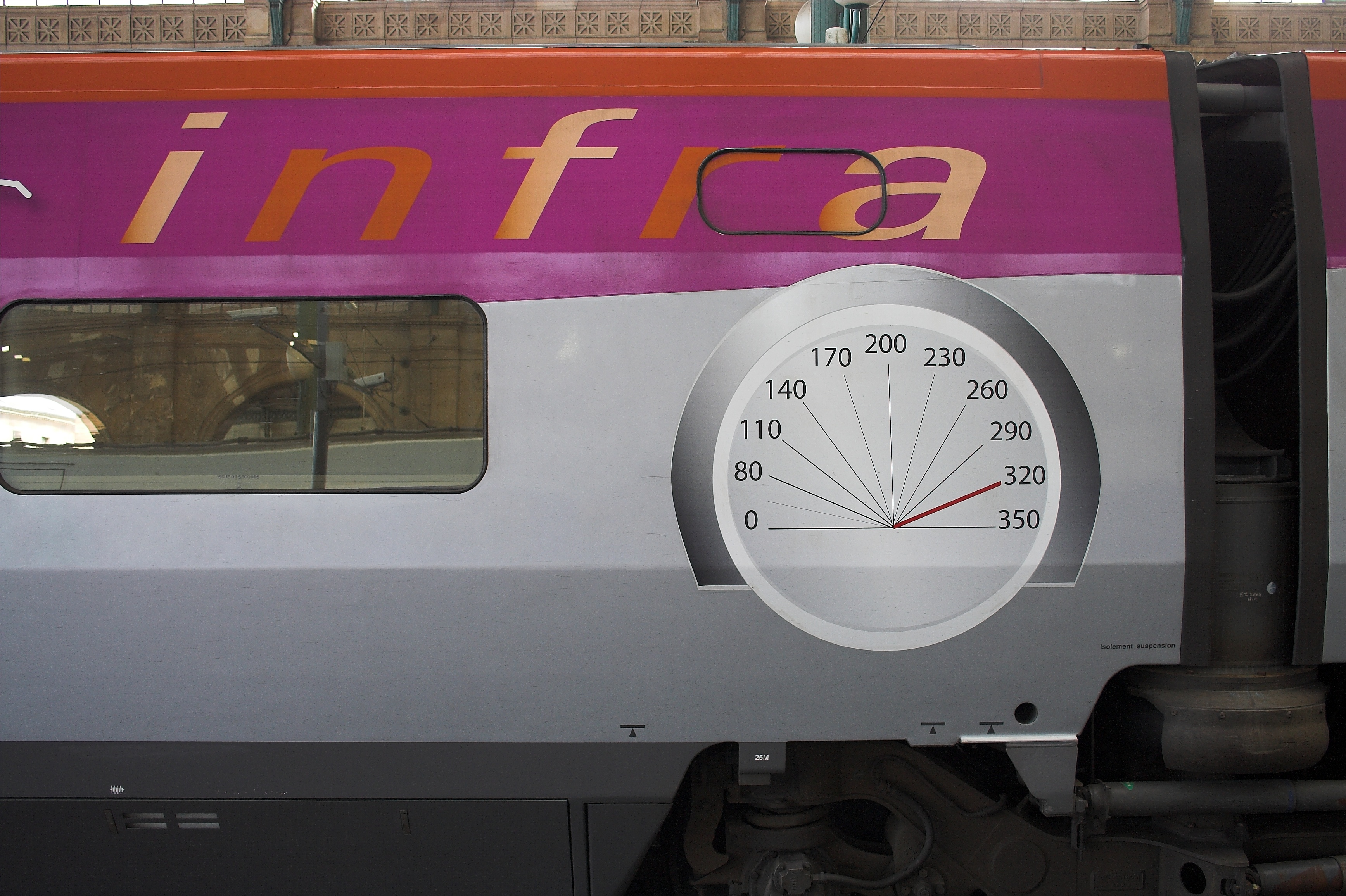
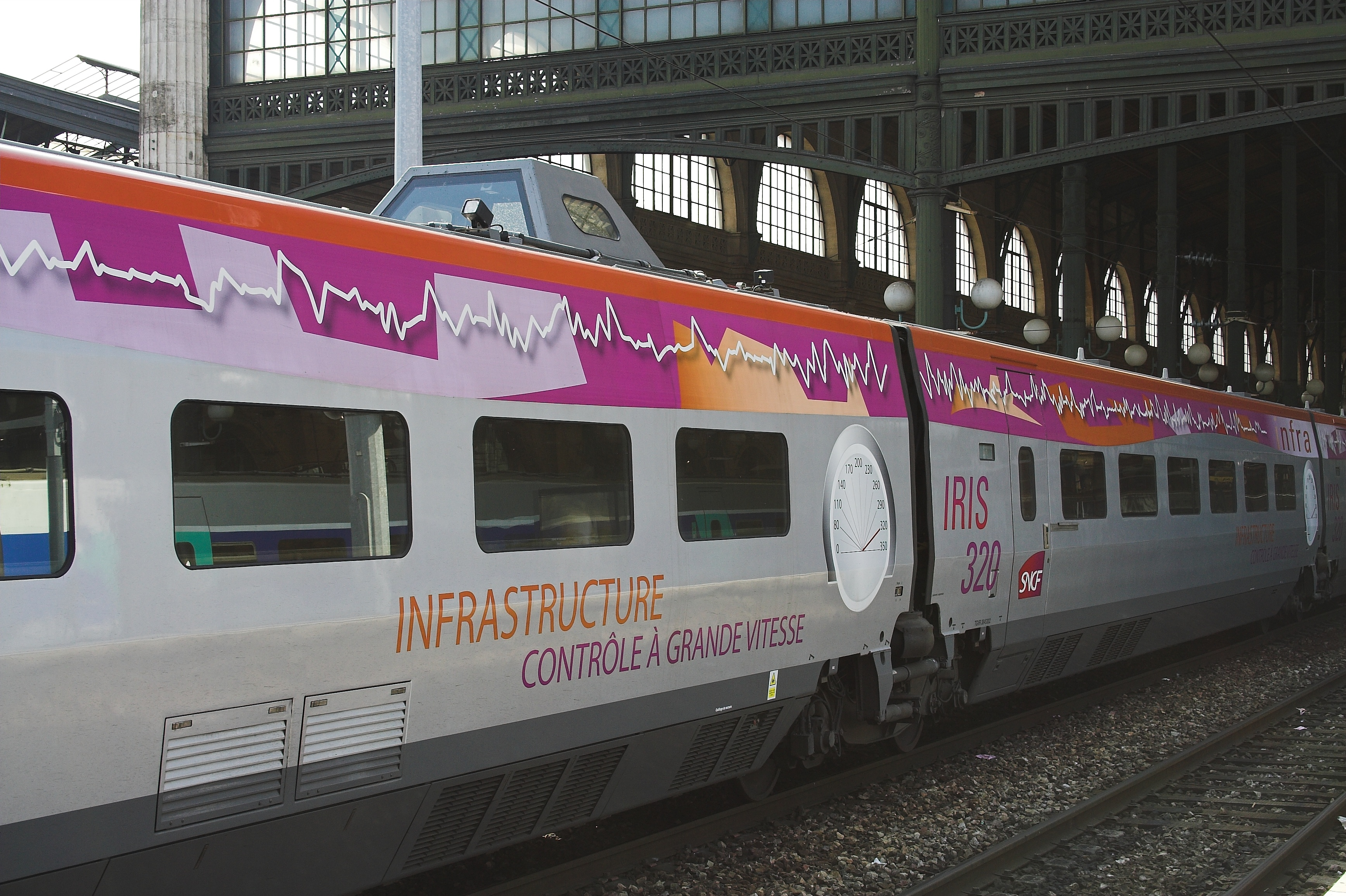

## 같이 보기
- 닥터 옐로우
- 중국철도 CIT 열차
- 뉴메져먼트 트레인